# Gnathia pilosus
Gnathia pilosus is een pissebed uit de familie Gnathiidae. De wetenschappelijke naam van de soort is voor het eerst geldig gepubliceerd in 2008 door Hadfield, Smit & Avenant-Oldewage.